# Города воинской славы (монеты)

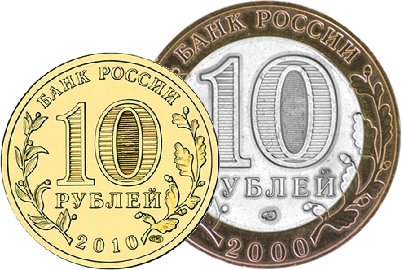
Аверсы памятных монет банка России — 10 рублей образца 2010 и 2000 года.

Города воинской славы (ГВС) — серия памятных монет Центрального банка Российской Федерации, посвящённых городам воинской славы.

Звание «Город воинской славы» присваивается городам Российской Федерации, на территории которых или в непосредственной близости от которых в ходе ожесточённых сражений защитники Отечества проявили мужество, стойкость и массовый героизм

В городе, удостоенном звания «Город воинской славы»:
1) устанавливается стела с изображением герба города и текстом указа Президента Российской Федерации о присвоении городу этого звания;
2) проводятся публичные мероприятия и праздничные салюты 23 февраля (День защитника Отечества), 9 мая (День Победы), а также в День города.

## История выпуска
В 2011 году Центральный банк Российской Федерации начал чеканить серию монет, посвящённых городам воинской славы. Серия относится к памятным недрагоценным монетам. Номинал каждой монеты 10 рублей. Монеты изготавливаются из стали с латунным гальваническим покрытием. По технологии изготовления, материалу, размеру и весу данные памятные монеты аналогичны 10-рублёвым монетам регулярного чекана, появившимся в 2009 году.
Всего в серии выпущено 45 монет:
- 2011 год — восемь монет: Белгород, Курск, Орёл, Владикавказ, Малгобек, Ржев, Елец и Ельня.
- 2012 год — восемь монет: Воронеж, Луга, Полярный, Ростов-на-Дону, Туапсе, Великие Луки, Великий Новгород и Дмитров.
- 2013 год — восемь монет: Вязьма, Кронштадт, Наро-Фоминск, Псков, Козельск, Архангельск, Волоколамск и Брянск.
- 2014 год — восемь монет: Нальчик, Выборг, Старый Оскол, Владивосток, Тихвин, Тверь, Анапа и Колпино.
- 2015 год — девять монет: Грозный, Калач-на-Дону, Ковров, Ломоносов, Хабаровск, Таганрог, Петропавловск-Камчатский, Малоярославец и Можайск.
- 2016 год — четыре монеты:  Старая Русса, Гатчина, Феодосия и Петрозаводск.

| Номинал   | Качество      | Металл                                    | Диаметр, мм | Толщина, мм | Масса, г | Тираж, шт.                 |
| --------- | ------------- | ----------------------------------------- | ----------- | ----------- | -------- | -------------------------- |
| 10 рублей | Анциркулейтед | Сталь с латунным гальваническим покрытием | 22,0        | 2,20        | 5,63     | 10 000 000 (каждой монеты) |

## О монетах
Номинал всех монет серии — 10 рублей. Они гораздо меньше прежних биметаллических памятных 10 рублёвых монет. Для данного нового монетного типа появилась соответствующая нумерация в каталоге монет России: 5714 (по цифрам: 5 — памятные монеты, 7 — сталь с латунным гальваническим покрытием, 14 — номинал 10 рублей).
Всего по состоянию на 15 ноября 2022 года в России 47 городов воинской славы (дата издания последнего указа президента о присвоении званий «Город воинской славы»).

### 2011 год
| # | Изображение | Герб города | Описание | Примечание |
| --- | ----------- | ----------- | --- | --- |
| |             |             | В центре диска — обозначение номинала монеты «10 РУБЛЕЙ». Внутри цифры «0» — скрытые, видимые поочерёдно при изменении угла зрения изображения цифры «10» и надписи «РУБ». По окружности вдоль канта — надписи, вверху: «БАНК РОССИИ», внизу — дата: «2011», слева — стилизованное изображение оливковой ветви, справа — дубовой, под ней изображён знак монетного двора. | Единый аверс монет данной серии 2011 года чеканки. |
| 1 |             |             | Герб города Белгорода, над ним, на ленте — надпись полукругом: «ГОРОДА ВОИНСКОЙ СЛАВЫ», внизу, вдоль канта — надпись: «БЕЛГОРОД» | - Название монеты: Белгород - Дата выпуска: 23 мая 2011 года - Каталожный номер: 5714-0002 - Художник: А. А. Брынза - Скульптор: А. А. Брынза - Чеканка: Санкт-Петербургский монетный двор. - Гурт: 6 участков по 5 рифов и 6 участков по 7 рифов, чередующихся 12 гладкими участками.                  |
| Почётное звание Российской Федерации «Город воинской славы» от 27 апреля 2007 с вручением грамоты от Президента России — за мужество, стойкость и массовый героизм, проявленные защитниками города в борьбе за свободу и независимость Отечества.                                                                                            |             |             | | |
| 2 |             |             | Герб города Курска, над ним, на ленте — надпись полукругом: «ГОРОДА ВОИНСКОЙ СЛАВЫ», внизу, вдоль канта — надпись: «КУРСК» | - Название монеты: Курск - Дата выпуска: 30 июня 2011 года - Каталожный номер: 5714-0003 - Художник: А. А. Брынза - Скульптор: Компьютерное моделирование. - Чеканка: Санкт-Петербургский монетный двор. - Гурт: 6 участков по 5 рифов и 6 участков по 7 рифов, чередующихся 12 гладкими участками.     |
| Курск — место кровопролитных боёв Великой Отечественной войны, «Город воинской славы» (с 27 апреля 2007 года), награждён орденом Отечественной войны I степени «за мужество и стойкость, проявленные трудящимися города в годы Великой Отечественной войны, а также успехи в хозяйственном и культурном строительстве» (9 апреля 1980 года). |             |             | | |
| 3 |             |             | Герб города Орла, над ним, на ленте — надпись полукругом: «ГОРОДА ВОИНСКОЙ СЛАВЫ», внизу, вдоль канта — надпись: «ОРЕЛ» | - Название монеты: Орёл - Дата выпуска: 30 июня 2011 года - Каталожный номер: 5714-0004 - Художник: А. А. Брынза - Скульптор: Компьютерное моделирование. - Чеканка: Санкт-Петербургский монетный двор. - Гурт: 6 участков по 5 рифов и 6 участков по 7 рифов, чередующихся 12 гладкими участками.      |
| Почётное звание Российской Федерации «Город воинской славы» от 27 апреля 2007 |             |             | | |
| 4 |             |             | Герб города Владикавказа, над ним, на ленте — надпись полукругом: «ГОРОДА ВОИНСКОЙ СЛАВЫ», внизу, вдоль канта — надпись: «ВЛАДИКАВКАЗ» | - Название монеты: Владикавказ - Дата выпуска: 1 июля 2011 года - Каталожный номер: 5714-0005 - Художник: А. А. Брынза - Скульптор: Л. А. Евдокимова. - Чеканка: Санкт-Петербургский монетный двор. - Гурт: 6 участков по 5 рифов и 6 участков по 7 рифов, чередующихся 12 гладкими участками.          |
| 8 октября 2007 года Указом Президента Российской Федерации Владикавказу присвоено почётное звание Российской Федерации «Город воинской славы». |             |             | | |
| 5 |             |             | Герб города Малгобека (2010—2013), над ним, на ленте — надпись полукругом: «ГОРОДА ВОИНСКОЙ СЛАВЫ», внизу, вдоль канта — надпись: «МАЛГОБЕК». | - Название монеты: Малгобек - Дата выпуска: 1 августа 2011 года - Каталожный номер: 5714-0006 - Художник: А. А. Брынза - Скульптор: Компьютерное моделирование - Чеканка: Санкт-Петербургский монетный двор. - Гурт: 6 участков по 5 рифов и 6 участков по 7 рифов, чередующихся 12 гладкими участками. |
| 8 октября 2007 года Указом Президента Российской Федерации Малгобеку присвоено почётное звание Российской Федерации «Город воинской славы». |             |             | | |
| 6 |             |             | Герб города Ржева, над ним, на ленте — надпись полукругом: «ГОРОДА ВОИНСКОЙ СЛАВЫ», внизу, вдоль канта — надпись: «РЖЕВ». | - Название монеты: Ржев - Дата выпуска: 1 сентября 2011 года - Каталожный номер: 5714-0007 - Художник: А. А. Брынза - Скульптор: А. А. Брынза - Чеканка: Санкт-Петербургский монетный двор. - Гурт: 6 участков по 5 рифов и 6 участков по 7 рифов, чередующихся 12 гладкими участками.                  |
| 8 октября 2007 года Указом Президента Российской Федерации Ржеву присвоено почётное звание Российской Федерации «Город воинской славы». |             |             | | |
| 7 |             |             | Герб города Ельца, над ним, на ленте — надпись полукругом: «ГОРОДА ВОИНСКОЙ СЛАВЫ», внизу, вдоль канта — надпись: «ЕЛЕЦ». | - Название монеты: Елец - Дата выпуска: 3 октября 2011 года - Каталожный номер: 5714-0008 - Художник: А. А. Брынза - Скульптор: Компьютерное моделирование - Чеканка: Санкт-Петербургский монетный двор. - Гурт: 6 участков по 5 рифов и 6 участков по 7 рифов, чередующихся 12 гладкими участками.     |
| 8 октября 2007 года Указом Президента Российской Федерации Ельцу присвоено почётное звание Российской Федерации «Город воинской славы». |             |             | | |
| 8 |             |             | Герб города Ельни, над ним, на ленте — надпись полукругом: «ГОРОДА ВОИНСКОЙ СЛАВЫ», внизу, вдоль канта — надпись: «ЕЛЬНЯ». | - Название монеты: Ельня - Дата выпуска: 1 ноября 2011 года - Каталожный номер: 5714-0009 - Художник: А. А. Брынза - Скульптор: Компьютерное моделирование - Чеканка: Санкт-Петербургский монетный двор. - Гурт: 6 участков по 5 рифов и 6 участков по 7 рифов, чередующихся 12 гладкими участками.     |
| 8 октября 2007 года указом Президента Российской Федерации Ельне присвоено почётное звание Российской Федерации «Город воинской славы». |             |             | | |

### 2012 год
| # | Изображение | Герб города | Описание | Примечание |
| --- | ----------- | ----------- | --- | --- |
| |             |             | В центре диска — обозначение номинала монеты «10 РУБЛЕЙ». Внутри цифры «0» — скрытые, видимые поочередно при изменении угла зрения изображения цифры «10» и надписи «РУБ». По окружности вдоль канта — надписи, вверху: «БАНК РОССИИ», внизу — дата: «2012», слева — стилизованное изображение оливковой ветви, справа — дубовой, под ней изображён знак монетного двора. | Единый аверс монет данной серии 2012 года чеканки. |
| 9 |             |             | Герб города Воронежа, над ним, на ленте — надпись полукругом: «ГОРОДА ВОИНСКОЙ СЛАВЫ», внизу, вдоль канта — надпись: «ВОРОНЕЖ». | - Название монеты: Воронеж - Дата выпуска: 2 апреля 2012 года - Каталожный номер: 5714-0012 - Художник: А. А. Брынза - Скульптор: Компьютерное моделирование - Чеканка: Санкт-Петербургский монетный двор. - Гурт: 6 участков по 5 рифов и 6 участков по 7 рифов, чередующихся 12 гладкими участками.            |
| 16 февраля 2008 года указом Президента Российской Федерации Воронежу присвоено почётное звание Российской Федерации «Город воинской славы».           |             |             | | |
| 10 |             |             | Герб города Луги, над ним, на ленте — надпись полукругом: «ГОРОДА ВОИНСКОЙ СЛАВЫ», внизу, вдоль канта — надпись: «ЛУГА». | - Название монеты: Луга - Дата выпуска: 2 мая 2012 года - Каталожный номер: 5714-0013 - Художник: А. А. Брынза - Скульптор: А. Н. Бессонов. - Чеканка: Санкт-Петербургский монетный двор. - Гурт: 6 участков по 5 рифов и 6 участков по 7 рифов, чередующихся 12 гладкими участками.                             |
| 5 мая 2008 года указом Президента Российской Федерации Луге присвоено почётное звание Российской Федерации «Город воинской славы».                    |             |             | | |
| 11 |             |             | Герб города Полярного, над ним, на ленте — надпись полукругом: «ГОРОДА ВОИНСКОЙ СЛАВЫ», внизу, вдоль канта — надпись: «ПОЛЯРНЫЙ». | - Название монеты: Полярный - Дата выпуска: 30 мая 2012 года - Каталожный номер: 5714-0014 - Художник: А. А. Брынза - Скульптор: А. Н. Бессонов. - Чеканка: Санкт-Петербургский монетный двор. - Гурт: 6 участков по 5 рифов и 6 участков по 7 рифов, чередующихся 12 гладкими участками.                        |
| 5 мая 2008 года указом Президента Российской Федерации Полярному присвоено почётное звание Российской Федерации «Город воинской славы».               |             |             | | |
| 12 |             |             | Герб города Ростова-на-Дону, над ним, на ленте — надпись полукругом: «ГОРОДА ВОИНСКОЙ СЛАВЫ», внизу, вдоль канта — надпись: «РОСТОВ-НА-ДОНУ». | - Название монеты: Ростов-на-Дону - Дата выпуска: 2 июля 2012 года - Каталожный номер: 5714-0015 - Художник: А. А. Брынза - Скульптор: А. Н. Бессонов. - Чеканка: Санкт-Петербургский монетный двор. - Гурт: 6 участков по 5 рифов и 6 участков по 7 рифов, чередующихся 12 гладкими участками.                  |
| 5 мая 2008 года указом Президента Российской Федерации Ростову-на-Дону присвоено почётное звание Российской Федерации «Город воинской славы».         |             |             | | |
| 13 |             |             | Герб города Туапсе, над ним, на ленте — надпись полукругом: «ГОРОДА ВОИНСКОЙ СЛАВЫ», внизу, вдоль канта — надпись: «ТУАПСЕ». | - Название монеты: Туапсе - Дата выпуска: 1 августа 2012 года - Каталожный номер: 5714-0016 - Художник: А. А. Брынза - Скульптор: Компьютерное моделирование. - Чеканка: Санкт-Петербургский монетный двор. - Гурт: 6 участков по 5 рифов и 6 участков по 7 рифов, чередующихся 12 гладкими участками.           |
| 5 мая 2008 года указом Президента Российской Федерации Туапсе присвоено почётное звание Российской Федерации «Город воинской славы».                  |             |             | | |
| 14 |             |             | Герб города Великие Луки, над ним, на ленте — надпись полукругом: «ГОРОДА ВОИНСКОЙ СЛАВЫ», внизу, вдоль канта — надпись: «ВЕЛИКИЕ ЛУКИ». | - Название монеты: Великие Луки - Дата выпуска: 3 сентября 2012 года - Каталожный номер: 5714-0018 - Художник: А. А. Брынза - Скульптор: Компьютерное моделирование. - Чеканка: Санкт-Петербургский монетный двор. - Гурт: 6 участков по 5 рифов и 6 участков по 7 рифов, чередующихся 12 гладкими участками.    |
| 28 октября 2008 года указом Президента Российской Федерации Великим Лукам присвоено почётное звание Российской Федерации «Город воинской славы».      |             |             | | |
| 15 |             |             | Герб города Великого Новгорода, над ним, на ленте — надпись полукругом: «ГОРОДА ВОИНСКОЙ СЛАВЫ», внизу, вдоль канта — надпись: «ВЕЛИКИЙ НОВГОРОД». | - Название монеты: Великий Новгород - Дата выпуска: 1 октября 2012 года - Каталожный номер: 5714-0019 - Художник: А. А. Брынза - Скульптор: Компьютерное моделирование. - Чеканка: Санкт-Петербургский монетный двор. - Гурт: 6 участков по 5 рифов и 6 участков по 7 рифов, чередующихся 12 гладкими участками. |
| 28 октября 2008 года указом Президента Российской Федерации Великому Новгороду присвоено почётное звание Российской Федерации «Город воинской славы». |             |             | | |
| 16 |             |             | Герб города Дмитрова, над ним, на ленте — надпись полукругом: «ГОРОДА ВОИНСКОЙ СЛАВЫ», внизу, вдоль канта — надпись: «ДМИТРОВ». | - Название монеты: Дмитров - Дата выпуска: 1 ноября 2012 года - Каталожный номер: 5714-0020 - Художник: А. А. Брынза - Скульптор: Компьютерное моделирование - Чеканка: Санкт-Петербургский монетный двор. - Гурт: 6 участков по 5 рифов и 6 участков по 7 рифов, чередующихся 12 гладкими участками.            |
| 28 октября 2008 года указом Президента Российской Федерации Дмитрову присвоено почётное звание Российской Федерации «Город воинской славы».           |             |             | | |

### 2013 год
| # | Изображение | Герб города | Описание | Примечание |
| --- | ----------- | ----------- | --- | --- |
| |             |             | В центре диска — обозначение номинала монеты «10 РУБЛЕЙ». Внутри цифры «0» — скрытые, видимые поочередно при изменении угла зрения изображения цифры «10» и надписи «РУБ». По окружности вдоль канта — надписи, вверху: «БАНК РОССИИ», внизу — дата: «2013», слева — стилизованное изображение оливковой ветви, справа — дубовой, под ней изображён знак монетного двора. | Единый аверс монет данной серии 2013 года чеканки. |
| 17 |             |             | Герб города Вязьмы, над ним, на ленте — надпись полукругом: «ГОРОДА ВОИНСКОЙ СЛАВЫ», внизу, вдоль канта — надпись: «ВЯЗЬМА». | - Название монеты: Вязьма - Дата выпуска: 1 апреля 2013 года - Каталожный номер: 5714-0023 - Художник: А. А. Брынза - Скульптор: Компьютерное моделирование - Чеканка: Санкт-Петербургский монетный двор. - Гурт: 6 участков по 5 рифов и 6 участков по 7 рифов, чередующихся 12 гладкими участками.          |
| 27 апреля 2009 года указом Президента Российской Федерации Вязьме присвоено почётное звание Российской Федерации «Город воинской славы».        |             |             | | |
| 18 |             |             | Герб города Кронштадта, над ним, на ленте — надпись полукругом: «ГОРОДА ВОИНСКОЙ СЛАВЫ», внизу, вдоль канта — надпись: «КРОНШТАДТ». | - Название монеты: Кронштадт - Дата выпуска: 7 мая 2013 года - Каталожный номер: 5714-0024 - Художник: А. А. Брынза - Скульптор: А. Н. Бессонов - Чеканка: Санкт-Петербургский монетный двор. - Гурт: 6 участков по 5 рифов и 6 участков по 7 рифов, чередующихся 12 гладкими участками.                      |
| 27 апреля 2009 года указом Президента Российской Федерации Кронштадту присвоено почётное звание Российской Федерации «Город воинской славы».    |             |             | | |
| 19 |             |             | Герб города Наро-Фоминска, над ним, на ленте — надпись полукругом: «ГОРОДА ВОИНСКОЙ СЛАВЫ», внизу, вдоль канта — надпись: «НАРО-ФОМИНСК». | - Название монеты: Наро-Фоминск - Дата выпуска: 3 июня 2013 года - Каталожный номер: 5714-0026 - Художник: А. А. Брынза - Скульптор: А. Н. Бессонов - Чеканка: Санкт-Петербургский монетный двор. - Гурт: 6 участков по 5 рифов и 6 участков по 7 рифов, чередующихся 12 гладкими участками.                  |
| 27 апреля 2009 года указом Президента Российской Федерации Наро-Фоминску присвоено почётное звание Российской Федерации «Город воинской славы». |             |             | | |
| 20 |             |             | Герб города Пскова, над ним, на ленте — надпись полукругом: «ГОРОДА ВОИНСКОЙ СЛАВЫ», внизу, вдоль канта — надпись: «ПСКОВ». | - Название монеты: Псков - Дата выпуска: 1 июля 2013 года - Каталожный номер: 5714-0027 - Художник: А. А. Брынза. - Скульптор: Компьютерное моделирование. - Чеканка: Санкт-Петербургский монетный двор. - Гурт: 6 участков по 5 рифов и 6 участков по 7 рифов, чередующихся 12 гладкими участками.           |
| 5 декабря 2009 года указом Президента Российской Федерации Пскову присвоено почётное звание Российской Федерации «Город воинской славы».        |             |             | | |
| 21 |             |             | Герб города Козельска, над ним, на ленте — надпись полукругом: «ГОРОДА ВОИНСКОЙ СЛАВЫ», внизу, вдоль канта — надпись: «КОЗЕЛЬСК». | - Название монеты: Козельск - Дата выпуска: 1 августа 2013 года - Каталожный номер: 5714-0028 - Художник: А. А. Брынза. - Скульптор: Компьютерное моделирование. - Чеканка: Санкт-Петербургский монетный двор. - Гурт: 6 участков по 5 рифов и 6 участков по 7 рифов, чередующихся 12 гладкими участками.     |
| 5 декабря 2009 года указом Президента Российской Федерации Козельску присвоено почётное звание Российской Федерации «Город воинской славы».     |             |             | | |
| 22 |             |             | Герб города Архангельска, над ним, на ленте — надпись полукругом: «ГОРОДА ВОИНСКОЙ СЛАВЫ», внизу, вдоль канта — надпись: «АРХАНГЕЛЬСК». | - Название монеты: Архангельск - Дата выпуска: 2 сентября 2013 года - Каталожный номер: 5714-0029 - Художник: А. А. Брынза. - Скульптор: Компьютерное моделирование. - Чеканка: Санкт-Петербургский монетный двор. - Гурт: 6 участков по 5 рифов и 6 участков по 7 рифов, чередующихся 12 гладкими участками. |
| 5 декабря 2009 года указом Президента Российской Федерации Архангельску присвоено почётное звание Российской Федерации «Город воинской славы».  |             |             | | |
| 23 |             |             | Герб города Волоколамска, над ним, на ленте — надпись полукругом: «ГОРОДА ВОИНСКОЙ СЛАВЫ», внизу, вдоль канта — надпись: «ВОЛОКОЛАМСК». | - Название монеты: Волоколамск - Дата выпуска: 17 октября 2013 года - Каталожный номер: 5714-0030 - Художник: А. А. Брынза. - Скульптор: А. Н. Бессонов. - Чеканка: Санкт-Петербургский монетный двор. - Гурт: 6 участков по 5 рифов и 6 участков по 7 рифов, чередующихся 12 гладкими участками.             |
| 25 марта 2010 года указом Президента Российской Федерации Волоколамску присвоено почётное звание Российской Федерации «Город воинской славы».   |             |             | | |
| 24 |             |             | Герб города Брянска, над ним, на ленте — надпись полукругом: «ГОРОДА ВОИНСКОЙ СЛАВЫ», внизу, вдоль канта — надпись: «БРЯНСК». | - Название монеты: Брянск - Дата выпуска: 6 ноября 2013 года - Каталожный номер: 5714-0031 - Художник: А. А. Брынза. - Скульптор: Компьютерное моделирование. - Чеканка: Санкт-Петербургский монетный двор. - Гурт: 6 участков по 5 рифов и 6 участков по 7 рифов, чередующихся 12 гладкими участками.        |
| 25 марта 2010 года указом Президента Российской Федерации Брянску присвоено почётное звание Российской Федерации «Город воинской славы».        |             |             | | |

### 2014 год
| # | Изображение | Герб города | Описание | Примечание |
| --- | ----------- | ----------- | --- | --- |
| |             |             | В центре диска — обозначение номинала монеты «10 РУБЛЕЙ». Внутри цифры «0» — скрытые, видимые поочередно при изменении угла зрения изображения цифры «10» и надписи «РУБ». По окружности вдоль канта — надписи, вверху: «БАНК РОССИИ», внизу — дата: «2014», слева — стилизованное изображение оливковой ветви, справа — дубовой, под ней изображён знак монетного двора. | Единый аверс монет данной серии 2014 года чеканки (с точностью до монетного двора). |
| 25 |             |             | Рельефное изображение герба города Нальчика, по окружности имеются надписи: в верхней части — на ленте «ГОРОДА ВОИНСКОЙ СЛАВЫ», в нижней части — «НАЛЬЧИК». | - Название монеты: Нальчик - Дата выпуска: 1 апреля 2014 года - Каталожный номер: 5714-0033 - Художник: А. А. Брынза. - Скульптор: Компьютерное моделирование. - Чеканка: Санкт-Петербургский монетный двор. - Гурт: 6 участков по 5 рифов и 6 участков по 7 рифов, чередующихся 12 гладкими участками.    |
| 25 марта 2010 года указом Президента Российской Федерации Нальчику присвоено почётное звание Российской Федерации «Город воинской славы».     |             |             | | |
| 26 |             |             | Рельефное изображение герба города Выборга, по окружности имеются надписи: в верхней части — на ленте «ГОРОДА ВОИНСКОЙ СЛАВЫ», в нижней части — «ВЫБОРГ». | - Название монеты: Выборг - Дата выпуска: 5 мая 2014 года - Каталожный номер: 5714-0034 - Художник: А. А. Брынза. - Скульптор: Компьютерное моделирование. - Чеканка: Санкт-Петербургский монетный двор. - Гурт: 6 участков по 5 рифов и 6 участков по 7 рифов, чередующихся 12 гладкими участками.        |
| 25 марта 2010 года указом Президента Российской Федерации Выборгу присвоено почётное звание Российской Федерации «Город воинской славы».      |             |             | | |
| 27 |             |             | Рельефное изображение герба города Старого Оскола, по окружности имеются надписи: в верхней части — на ленте «ГОРОДА ВОИНСКОЙ СЛАВЫ», в нижней части — «СТАРЫЙ ОСКОЛ». | - Название монеты: Старый Оскол - Дата выпуска: 2 июня 2014 года - Каталожный номер: 5714-0035 - Художник: А. А. Брынза. - Скульптор: Компьютерное моделирование. - Чеканка: Московский монетный двор. - Гурт: 6 участков по 5 рифов и 6 участков по 7 рифов, чередующихся 12 гладкими участками.          |
| 5 мая 2011 года указом Президента Российской Федерации Старому Осколу присвоено почётное звание Российской Федерации «Город воинской славы».  |             |             | | |
| 28 |             |             | Рельефное изображение герба города Владивостока, по окружности имеются надписи: в верхней части — на ленте «ГОРОДА ВОИНСКОЙ СЛАВЫ», в нижней части — «ВЛАДИВОСТОК». | - Название монеты: Владивосток - Дата выпуска: 10 июля 2014 года - Каталожный номер: 5714-0036 - Художник: А. А. Брынза. - Скульптор: Компьютерное моделирование. - Чеканка: Санкт-Петербургский монетный двор. - Гурт: 6 участков по 5 рифов и 6 участков по 7 рифов, чередующихся 12 гладкими участками. |
| 4 ноября 2010 года указом Президента Российской Федерации Владивостоку присвоено почётное звание Российской Федерации «Город воинской славы». |             |             | | |
| 29 |             |             | Рельефное изображение герба города Тихвина, по окружности имеются надписи: в верхней части — на ленте «ГОРОДА ВОИНСКОЙ СЛАВЫ», в нижней части — «ТИХВИН». | - Название монеты: Тихвин - Дата выпуска: 29 августа 2014 года - Каталожный номер: 5714-0037 - Художник: А. А. Брынза. - Скульптор: Компьютерное моделирование. - Чеканка: Санкт-Петербургский монетный двор. - Гурт: 6 участков по 5 рифов и 6 участков по 7 рифов, чередующихся 12 гладкими участками.   |
| 4 ноября 2010 года указом Президента Российской Федерации Тихвину присвоено почётное звание Российской Федерации «Город воинской славы».      |             |             | | |
| 30 |             |             | Рельефное изображение герба города Твери, по окружности имеются надписи: в верхней части — на ленте «ГОРОДА ВОИНСКОЙ СЛАВЫ», в нижней части — «ТВЕРЬ». | - Название монеты: Тверь - Дата выпуска: 5 сентября 2014 года - Каталожный номер: 5714-0038 - Художник: А. А. Брынза. - Скульптор: Компьютерное моделирование. - Чеканка: Санкт-Петербургский монетный двор. - Гурт: 6 участков по 5 рифов и 6 участков по 7 рифов, чередующихся 12 гладкими участками.    |
| 4 ноября 2010 года указом Президента Российской Федерации Твери присвоено почётное звание Российской Федерации «Город воинской славы».        |             |             | | |
| 31 |             |             | Рельефное изображение герба города Анапы, по окружности имеются надписи: в верхней части — на ленте «ГОРОДА ВОИНСКОЙ СЛАВЫ», в нижней части — «АНАПА». | - Название монеты: Анапа - Дата выпуска: 9 октября 2014 года - Каталожный номер: 5714-0039 - Художник: А. А. Брынза. - Скульптор: Компьютерное моделирование. - Чеканка: Санкт-Петербургский монетный двор. - Гурт: 6 участков по 5 рифов и 6 участков по 7 рифов, чередующихся 12 гладкими участками.     |
| 5 мая 2011 года указом Президента Российской Федерации Анапе присвоено почётное звание Российской Федерации «Город воинской славы».           |             |             | | |
| 32 |             |             | Рельефное изображение герба города Колпина, по окружности имеются надписи: в верхней части — на ленте «ГОРОДА ВОИНСКОЙ СЛАВЫ», в нижней части — «КОЛПИНО». | - Название монеты: Колпино - Дата выпуска: 10 ноября 2014 года - Каталожный номер: 5714-0042 - Художник: А. А. Брынза. - Скульптор: Компьютерное моделирование. - Чеканка: Санкт-Петербургский монетный двор. - Гурт: 6 участков по 5 рифов и 6 участков по 7 рифов, чередующихся 12 гладкими участками.   |
| 5 мая 2011 года указом Президента Российской Федерации Колпино присвоено почётное звание Российской Федерации «Город воинской славы».         |             |             | | |

### 2015 год
| # | Изображение | Герб города | Описание | Примечание |
| --- | ----------- | ----------- | --- | --- |
| |             |             | В центре диска — обозначение номинала монеты «10 РУБЛЕЙ». Внутри цифры «0» — скрытые, видимые поочередно при изменении угла зрения изображения цифры «10» и надписи «РУБ». По окружности вдоль канта — надписи, вверху: «БАНК РОССИИ», внизу — дата: «2015», слева — стилизованное изображение оливковой ветви, справа — дубовой, под ней изображён знак монетного двора. | Единый аверс монет данной серии 2015 года чеканки (с точностью до монетного двора). |
| 33 |             |             | Рельефное изображение герба города Грозного, по окружности имеются надписи: в верхней части — на ленте «ГОРОДА ВОИНСКОЙ СЛАВЫ», в нижней части — «ГРОЗНЫЙ». | - Название монеты: Грозный - Дата выпуска: 22 сентября 2015 года - Каталожный номер: 5714-0043 Архивная копия от 15 мая 2021 на Wayback Machine - Художник: А. А. Брынза. - Скульптор: Компьютерное моделирование. - Чеканка: Московский монетный двор. - Гурт: 6 участков по 5 рифов и 6 участков по 7 рифов, чередующихся 12 гладкими участками. |
| 6 апреля 2015 года указом Президента Российской Федерации Грозному присвоено почётное звание Российской Федерации «Город воинской славы».                   |             |             | | |
| 34 |             |             | Рельефное изображение герба города Калача-на-Дону, по окружности имеются надписи: в верхней части — на ленте «ГОРОДА ВОИНСКОЙ СЛАВЫ», в нижней части — «КАЛАЧ-НА-ДОНУ». | - Название монеты: Калач-на-Дону - Дата выпуска: 2 ноября 2015 года - Каталожный номер: 5714-0044 - Художник: А. А. Брынза. - Скульптор: Компьютерное моделирование. - Чеканка: Санкт-Петербургский монетный двор. - Гурт: 6 участков по 5 рифов и 6 участков по 7 рифов, чередующихся 12 гладкими участками.                                      |
| 25 марта 2010 года указом Президента Российской Федерации Калачу-на-Дону присвоено почётное звание Российской Федерации «Город воинской славы».             |             |             | | |
| 35 |             |             | Рельефное изображение герба города Коврова, по окружности имеются надписи: в верхней части — на ленте «ГОРОДА ВОИНСКОЙ СЛАВЫ», в нижней части — «КОВРОВ». | - Название монеты: Ковров - Дата выпуска: 2 ноября 2015 года - Каталожный номер: 5714-045 - Художник: А. А. Брынза. - Скульптор: Компьютерное моделирование. - Чеканка: Санкт-Петербургский монетный двор. - Гурт: 6 участков по 5 рифов и 6 участков по 7 рифов, чередующихся 12 гладкими участками.                                              |
| 3 ноября 2011 года указом Президента Российской Федерации Коврову присвоено почётное звание Российской Федерации «Город воинской славы».                    |             |             | | |
| 36 |             |             | Рельефное изображение герба города Ломоносова, по окружности имеются надписи: в верхней части — на ленте «ГОРОДА ВОИНСКОЙ СЛАВЫ», в нижней части — «ЛОМОНОСОВ». | - Название монеты: Ломоносов - Дата выпуска: 2 ноября 2015 года - Каталожный номер: 5714-0046 - Художник: А. А. Брынза. - Скульптор: Компьютерное моделирование. - Чеканка: Санкт-Петербургский монетный двор. - Гурт: 6 участков по 5 рифов и 6 участков по 7 рифов, чередующихся 12 гладкими участками.                                          |
| 3 ноября 2011 года указом Президента Российской Федерации Ломоносову присвоено почётное звание Российской Федерации «Город воинской славы».                 |             |             | | |
| 37 |             |             | Рельефное изображение герба города Хабаровска, по окружности имеются надписи: в верхней части — на ленте «ГОРОДА ВОИНСКОЙ СЛАВЫ», в нижней части — «ХАБАРОВСК». | - Название монеты: Хабаровск - Дата выпуска: 24 ноября 2015 года - Каталожный номер: 5714-0047 - Художник: А. А. Брынза. - Скульптор: Компьютерное моделирование. - Чеканка: Санкт-Петербургский монетный двор. - Гурт: 6 участков по 5 рифов и 6 участков по 7 рифов, чередующихся 12 гладкими участками.                                         |
| 3 ноября 2012 года указом Президента Российской Федерации Хабаровску присвоено почётное звание Российской Федерации «Город воинской славы».                 |             |             | | |
| 38 |             |             | Рельефное изображение герба города Таганрога, по окружности имеются надписи: в верхней части — на ленте «ГОРОДА ВОИНСКОЙ СЛАВЫ», в нижней части — «ТАГАНРОГ». | - Название монеты: Таганрог - Дата выпуска: 18 декабря 2015 года - Каталожный номер: 5714-0048 - Художник: А. А. Брынза. - Скульптор: Компьютерное моделирование. - Чеканка: Санкт-Петербургский монетный двор. - Гурт: 6 участков по 5 рифов и 6 участков по 7 рифов, чередующихся 12 гладкими участками.                                         |
| 3 ноября 2011 года указом Президента Российской Федерации Таганрогу присвоено почётное звание Российской Федерации «Город воинской славы».                  |             |             | | |
| 39 |             |             | Рельефное изображение герба города Петропавловска-Камчатского, по окружности имеются надписи: в верхней части — на ленте «ГОРОДА ВОИНСКОЙ СЛАВЫ», в нижней части — «ПЕТРОПАВЛОВСК-КАМЧАТСКИЙ». | - Название монеты: Петропавловск-Камчатский - Дата выпуска: 18 декабря 2015 года - Каталожный номер: 5714-0049 - Художник: А. А. Брынза. - Скульптор: Компьютерное моделирование. - Чеканка: Санкт-Петербургский монетный двор. - Гурт: 6 участков по 5 рифов и 6 участков по 7 рифов, чередующихся 12 гладкими участками.                         |
| 3 ноября 2011 года указом Президента Российской Федерации Петропавловску-Камчатскому присвоено почётное звание Российской Федерации «Город воинской славы». |             |             | | |
| 40 |             |             | Рельефное изображение герба города Малоярославца, по окружности имеются надписи: в верхней части — на ленте «ГОРОДА ВОИНСКОЙ СЛАВЫ», в нижней части — «МАЛОЯРОСЛАВЕЦ». | - Название монеты: Малоярославец - Дата выпуска: 18 декабря 2015 года - Каталожный номер: 5714-0050 - Художник: А. А. Брынза. - Скульптор: Компьютерное моделирование. - Чеканка: Санкт-Петербургский монетный двор. - Гурт: 6 участков по 5 рифов и 6 участков по 7 рифов, чередующихся 12 гладкими участками.                                    |
| 7 мая 2012 года указом Президента Российской Федерации Малоярославцу присвоено почётное звание Российской Федерации «Город воинской славы».                 |             |             | | |
| 41 |             |             | Рельефное изображение герба города Можайска, по окружности имеются надписи: в верхней части — на ленте «ГОРОДА ВОИНСКОЙ СЛАВЫ», в нижней части — «МОЖАЙСК». | - Название монеты: Можайск - Дата выпуска: 18 декабря 2015 года - Каталожный номер: 5714-0051 - Художник: А. А. Брынза. - Скульптор: Компьютерное моделирование. - Чеканка: Санкт-Петербургский монетный двор. - Гурт: 6 участков по 5 рифов и 6 участков по 7 рифов, чередующихся 12 гладкими участками.                                          |
| 7 мая 2012 года указом Президента Российской Федерации Можайску присвоено почётное звание Российской Федерации «Город воинской славы».                      |             |             | | |

### 2016 год
| # | Изображение | Герб города | Описание | Примечание |
| --- | ----------- | ----------- | --- | --- |
| |             |             | В центре диска — обозначение номинала монеты «10 РУБЛЕЙ». Внутри цифры «0» — скрытые, видимые поочередно при изменении угла зрения изображения цифры «10» и надписи «РУБ». По окружности вдоль канта — надписи, вверху: «БАНК РОССИИ», внизу — дата: «2016», слева — стилизованное изображение оливковой ветви, справа — дубовой, под ней изображён знак монетного двора. | Единый аверс монет данной серии 2016 года чеканки. |
| 42 |             |             | Рельефное изображение герба города Старая Русса, по окружности имеются надписи: в верхней части — на ленте «ГОРОДА ВОИНСКОЙ СЛАВЫ», в нижней части — «СТАРАЯ РУССА». | - Название монеты: Старая Русса - Дата выпуска: 15 марта 2016 года - Каталожный номер: 5714-0052 - Художник: А. А. Брынза. - Скульптор: Компьютерное моделирование. - Чеканка: Санкт-Петербургский монетный двор. - Гурт: 6 участков по 5 рифов и 6 участков по 7 рифов, чередующихся 12 гладкими участками. |
| 6 апреля 2015 года указом Президента Российской Федерации Старой Руссе присвоено почётное звание Российской Федерации «Город воинской славы».  |             |             | | |
| 43 |             |             | Рельефное изображение герба города Гатчины, по окружности имеются надписи: в верхней части — на ленте «ГОРОДА ВОИНСКОЙ СЛАВЫ», в нижней части — «ГАТЧИНА». | - Название монеты: Гатчина - Дата выпуска: 30 июня 2016 года - Каталожный номер: 5714-0053 - Художник: А. А. Брынза. - Скульптор: Компьютерное моделирование. - Чеканка: Санкт-Петербургский монетный двор. - Гурт: 6 участков по 5 рифов и 6 участков по 7 рифов, чередующихся 12 гладкими участками.       |
| 6 апреля 2015 года указом Президента Российской Федерации Гатчине присвоено почётное звание Российской Федерации «Город воинской славы».       |             |             | | |
| 44 |             |             | Рельефное изображение герба города, по окружности имеются надписи: в верхней части — на ленте «ГОРОДА ВОИНСКОЙ СЛАВЫ», в нижней части — «ФЕОДОСИЯ». | - Название монеты: Феодосия - Дата выпуска: 11 июля 2016 года - Каталожный номер: 5714-0054 - Художник: А. А. Брынза. - Скульптор: Компьютерное моделирование. - Чеканка: Санкт-Петербургский монетный двор. - Гурт: 6 участков по 5 рифов и 6 участков по 7 рифов, чередующихся 12 гладкими участками.      |
| 6 апреля 2015 года указом Президента Российской Федерации Феодосии присвоено почётное звание Российской Федерации «Город воинской славы».      |             |             | | |
| 45 |             |             | Рельефное изображение герба города Петрозаводска, по окружности имеются надписи: в верхней части — на ленте «ГОРОДА ВОИНСКОЙ СЛАВЫ», в нижней части — «ПЕТРОЗАВОДСК». | - Название монеты: Петрозаводск - Дата выпуска: 11 июля 2016 года - Каталожный номер: 5714-0055 - Художник: А. А. Брынза. - Скульптор: Компьютерное моделирование. - Чеканка: Санкт-Петербургский монетный двор. - Гурт: 6 участков по 5 рифов и 6 участков по 7 рифов, чередующихся 12 гладкими участками.  |
| 6 апреля 2015 года указом Президента Российской Федерации Петрозаводску присвоено почётное звание Российской Федерации «Город воинской славы». |             |             | | |

## Карта
Синим цветом обозначены города, для которых уже выпущена монета.
Города воинской славы, находящиеся в азиатской части России, отмечены с подписью на отдельной общей карте России, на которой также отмечены без подписи города воинской славы, находящиеся в европейской части России.

## Прочие сведения
- Порядок выпуска монет в 2011—2013 годах совпадает с порядком, в котором президент издал указы о присвоении званий «Город воинской славы» соответствующим городам. В 2014 году этот порядок был нарушен: после выхода монеты, посвящённой Выборгу, в июне 2014 года по неизвестной причине вместо Калача-на-Дону вышла монета «Старый Оскол», то есть оказалось пропущено сразу шесть городов, если следовать порядку присвоения соответствующих званий[2].
- Выпуск монет данной серии закончился в 2016 году. Если произойдет появление новых городов воинской славы, то это дополнительно продлит серию.
- На монете, посвящённой городу Орлу, название города написано через букву «Е», а не через «Ё».
- Герб Малгобека уже после выпуска монеты был изменён в связи с замечаниями Геральдического совета при Президенте РФ[3].
- Вопреки графику присуждения званий и порядку чеканки, монета в честь Грозного, получившего это звание в числе последних в апреле 2015 года, появилась уже в сентябре того же года, вместо ожидавшейся монеты «Калач-на-Дону», получившего звание в марте 2010 года[4].
- Монеты точно такого же диаметра, веса и внешних параметров иногда чеканятся не для этой серии. В 2010 году Санкт-Петербургским монетным двором была отчеканена монета, посвящённая 65-летию Победы в Великой Отечественной войне, в 2013 году отчеканено три монеты — Московским монетным двором монета, посвящённая 20-летию принятия Конституции Российской Федерации, а Санкт-Петербургским монетным двором монеты, посвящённые 1150-летию с момента зарождения российской государственности и 70-летию Сталинградской битвы. Их тираж составлял 10 000 000 штук, как и монеты серии «Города воинской славы». На 2018 год ЦБ РФ запланировал выпуск двух монет такого же диаметра, веса и внешних параметров, которые будут посвящены ХХІХ Всемирной зимней универсиаде 2019 года в г. Красноярске, однако их тираж будет составлять не более 5 000 000 штук каждая[5].